# 鹽鹼灘

低潮、平均低潮、高潮和最高潮時的鹽沼

鹽鹼灘，又稱鹽沼，是沿海潮間帶和陸地間的一種生態系統，海水或鹹水有規律地湧入流出地帶。這一地帶主要生長鹽土植物。這些植物是陸生植物且耐鹽鹼。在水域食物鏈及海陸營養交換中鹽鹼灘扮演著重要的地位，此外次地帶也為一些陸地生物的生存提供了支持。同時它起著海岸保護的作用。
鹽鹼灘常出現在溫帶和極地的海岸線上，有穩固、形成和淹沒三種狀態。通常鹽鹼灘有河流帶來的沉積物形成的砂基或泥基，且處於障壁島、路堤、河口等有遮蔽之處。熱帶和亞熱帶因有紅樹林而不易形成鹽鹼灘，因為後者的生態是以草本植物為主導的。
大多數鹽鹼灘的地勢和海拔都很低，因為地帶空曠，所以常有大量人口聚集。根據實際地貌的差異，鹽鹼灘又可分為三角洲、開闊海岸、海灣和溺灣等等。歐洲等河流眾多之處常見有三角洲鹽鹼灘。

## 成因
潮灘隨著沉積物不斷堆積而升高，漸漸可以生長植物，隨著先鋒種繁殖體的到達，此地生態開始改善。河流帶來懸浮泥沙，藍綠藻可以固著沉積物，加上新生的植物，更使得堤岸愈來愈穩固。

## 潮汐與植被帶

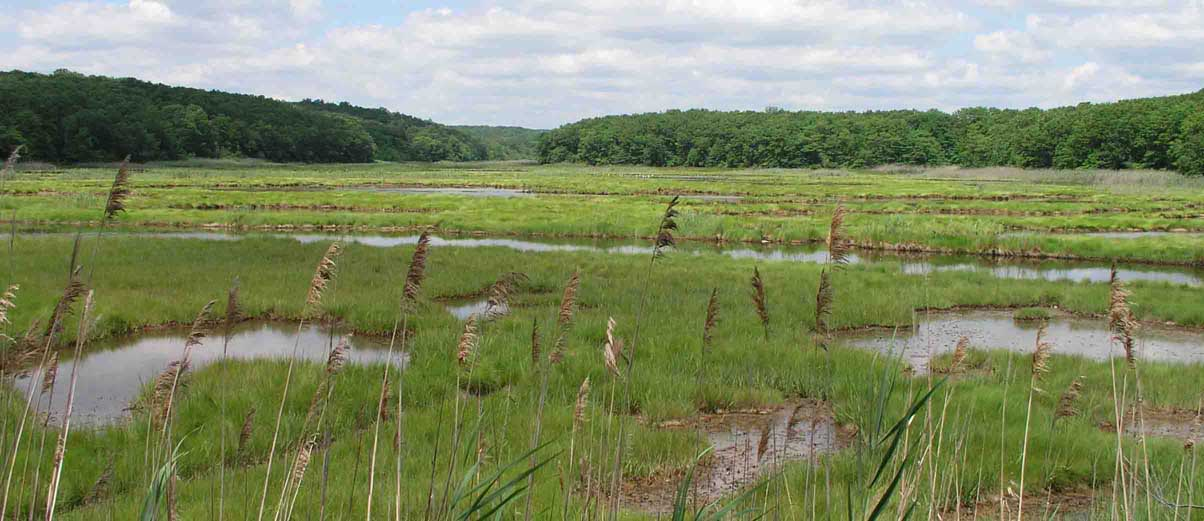
康涅狄格州大西洋沿岸的鹽鹼灘

沿海鹽鹼地與普通土地最大的區別在於其每日都有潮汐沖刷，造成該地持續積水。這對鹽鹼地的營養積累有著重要積極影響。除去這些低沼澤外，高沼澤因為地勢較高可以減少潮汐沖刷的影響，因而鹽度較低。實際上鹽鹼灘的鹽度依據氣候時間的不同也會發生變化，例如下雨可以減少鹽度而蒸發則使其增加。因此根據生理適應能力的不同，該地帶會形成不同的小環境。一般來說地勢較低處的植被耐鹽鹼度較高，也可以承受水的浸泡。

## 外部連結
- Friends of Famosa Slough
- Geography resource for schools（页面存档备份，存于）
- Johnson, CY (2006). Cause sought as marshes turn into barren flats. The Boston Globe.（页面存档备份，存于）
- Marine Nature Study Area（页面存档备份，存于） operated by the Town of Hempstead: Dept. of Conservation & Waterways, located in Oceanside, New York, USA
- New England Sudden Wetland Dieback
- Salt Marsh Nature Center located in the Marine Park section of Brooklyn, New York, USA